# Nicolaj Ritter
Nicolaj Ritter (født 8. maj 1992) er en dansk fodboldspiller, der spiller for FC Fredericia.  

## Karriere
Ritter spillede i sine ungdomsår i Arentsminde IF, Brovst IF og Jetsmark IF. Han skiftede herefter til AaB, hvor han spillede indtil 2007. I juli 2007 skiftede Ritter fra AaB til FC Midtjylland, hvor han skrev under på en treårig ungdomskontrakt.

### Silkeborg IF
Den 17. maj 2011 blev det offentliggjort, at Nicolaj Ritter havde skrevet under på en toårig aftale med Silkeborg IF.
Han startede med at spille på klubbens U/19-hold, men allerede i sæsonens første kamp fik Ritter sin debut for klubbens førstehold, da han blev skiftet ind i det 76. minut i stedet Christian Holst i 1-2-sejren over sin tidligere klub, FC Midtjylland den 17. juli 2011.
Den 17. maj 2013 skrev Ritter skrev under på en forlængelse af kontrakten, således den varede frem til sæsonen 2014. Som 21-årig skrev Ritter den 31. marts 2014 atter under på en forlængelse af kontrakten, hvorved parterne havde papir på hinanden frem til sommeren 2016.

### SønderjyskE
Den 8. juni 2016 blev det offentliggjort, at Ritter havde skrevet under på en toårig aftale med SønderjyskE. Han fik sin debut for SønderjyskE den 17. juli 2016, da han blev skiftet ind i det 76. minut i stedet for Adama Guira i et 1-2-nederlag hjemme til AGF. I halvanden sæson for SønderjyskE spillede Ritter i alt 13 kampe i  Superligaen fordelt på 10 kampe i 2016-17-sæsonen og tre kampe i det første halvår af 2017-28-sæsonen.

### Vejle Boldklub
På transfervinduets sidste dag, den 31. januar 2018, ophævede Ritter sin kontrakt med SønderjyskE og underskrev en halvårig kontrakt med Vejle Boldklub. Han skrev under på en kontrakt gældende for forårssæsonen 2018. Han fik dog ikke forlænget sin kontrakt efter en halv sæson, hvilket delvist overraskede grundet fine præstationer samt mange kampe.
Han søgte i den forbindelse efter en klub, hvori han 'søger stabilitet og en fast base' i både Superligaen og 1. division.